# Алымова улица
Алы́мова улица (название утверждено 7 июня 1922 года, ранее — Черки́зовский прое́зд) — улица в Восточном административном округе города Москвы на территории районов Богородское и Преображенское. Расположена между Знаменской улицей и Алымовым переулком.

## Происхождение названия
Улица названа 7 июня 1922 года по находящейся здесь деревне Алымово, известной со второй половины XVI века. Деревня названа по фамилии владельца.
Алымовы неоднократно упоминаются в документах, начиная с XVI века. Более раннее название — Черкизовский проезд — дано по своему направлению к соседнему селу Черкизово.

## История
12 марта 1954 года к улице присоединен Дружининский переулок, названный так в XIX веке по фамилии местного домовладельца. Первоначально улица проходила от Гоголевской (ныне упразднённой) до Краснобогатырской улицы. Нумерация также начиналась от Гоголевской улицы, а впоследствии чётную и нечётную стороны поменяли местами.

## Здания и сооружения
По нечётной стороне:
- Дом 3 — жилой многоквартирный дом (2001).

По чётной стороне: домовладений не числится.

## Транспорт
- Станция метро «Преображенская площадь».